# Wohn- und Wirtschaftsgebäude Bremervörder Straße 6
Die Wohn- und Wirtschaftsgebäude Bremervörder Straße 6 (B 71/74) in der niedersächsischen Gemeinde Basdahl wurde am Anfang des 19. Jahrhunderts gebaut. Aktuell (2025) wird es zum Wohnen und wohl gewerblich genutzt.
Das Gebäude steht unter Denkmalschutz (siehe auch Liste der Baudenkmale in Basdahl).

## Geschichte und Beschreibung
Die Gemeinde wurde 1297 als Bodesdal benannt. Sie gehört seit 1974 zur Samtgemeinde Geestequelle im Landkreis Rotenburg (Wümme).
Das eingeschossige traufständige Gebäude als Zweiständer-Hallenhaus in Fachwerk mit Steinausfachungen, Krüppelwalmdach und Grooter Door mit geradem Abschluss wurde 1803 für Johann Christopf und Maria Justina Stürcke (Inschrift) gebaut. Im Keller befindet sich ein Hausbrunnen. Der Wohnteil wurde um 1900 durch Einbau einer Scherwand, Terrazzo und Fenstern vergrößert.
Das Landesdenkmalamt befand u. a.: „… ein regionstypisches Hallenhaus von 1803 in Zweiständerkonstruktion … .“